# Max Böhme
Max Böhme (* 14. Mai 1870 in Zeitz; † 18. November 1925 in Coburg) war ein deutscher Architekt und kommunaler Baubeamter in Coburg.

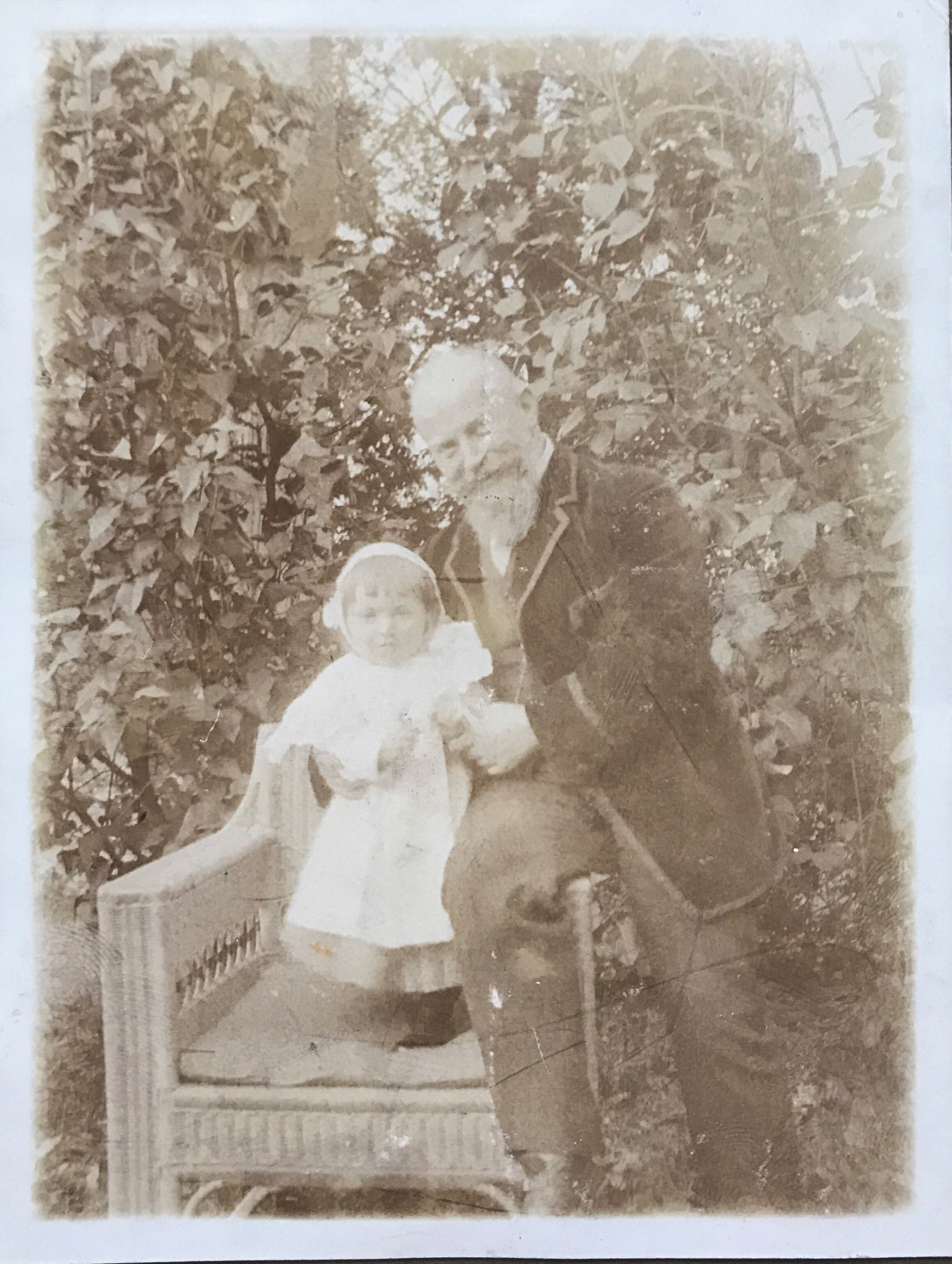
Max Böhme ca. 1912 mit seiner Tochter Lotte Böhme.

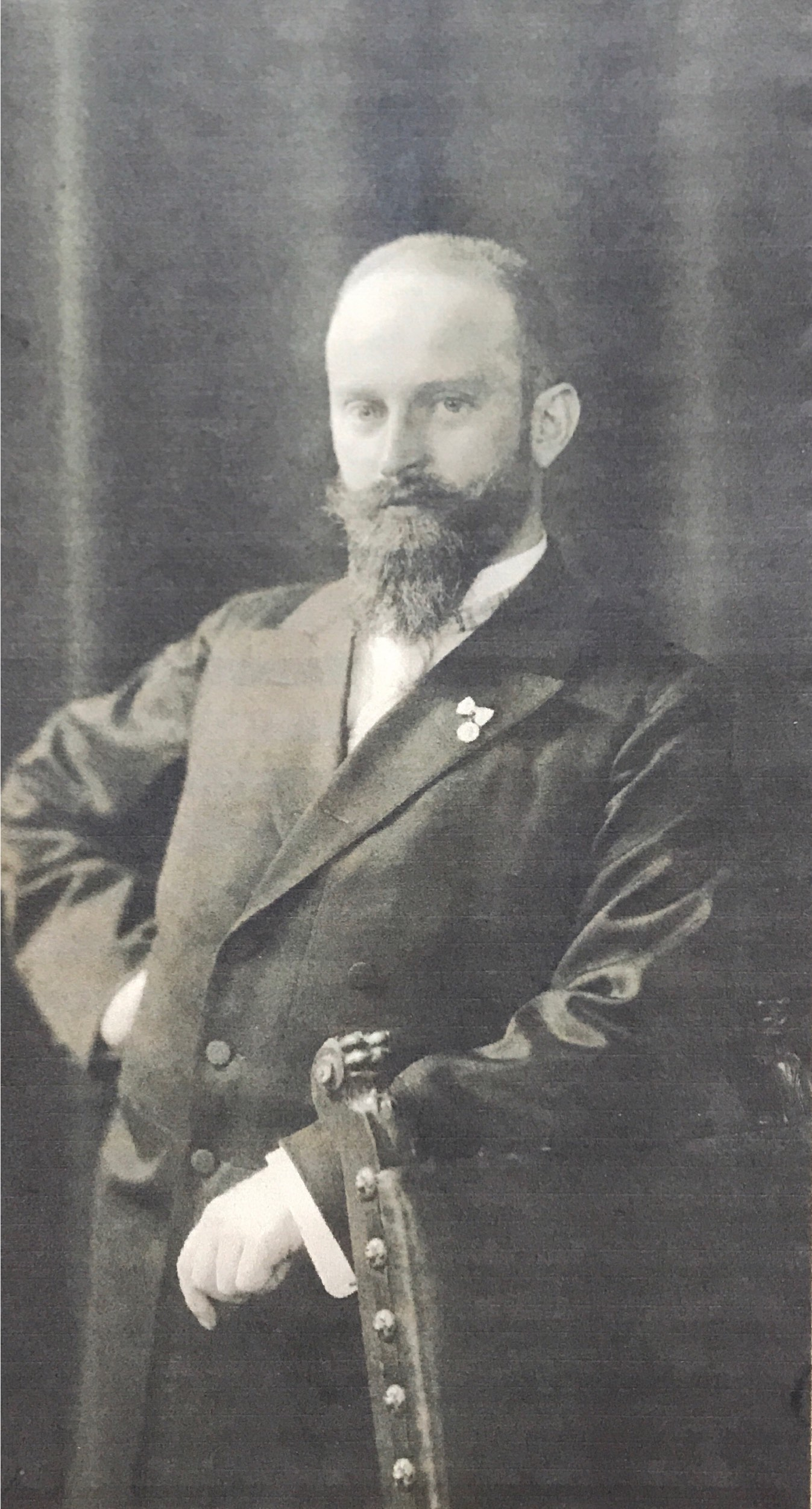
Max Böhme ca. 1900. Am Revers eine Medaille, die er angeblich bekam, weil er jemanden vor dem Ertrinken gerettet hatte. Das Bild muss vor seiner Zeit in Coburg entstanden sein.

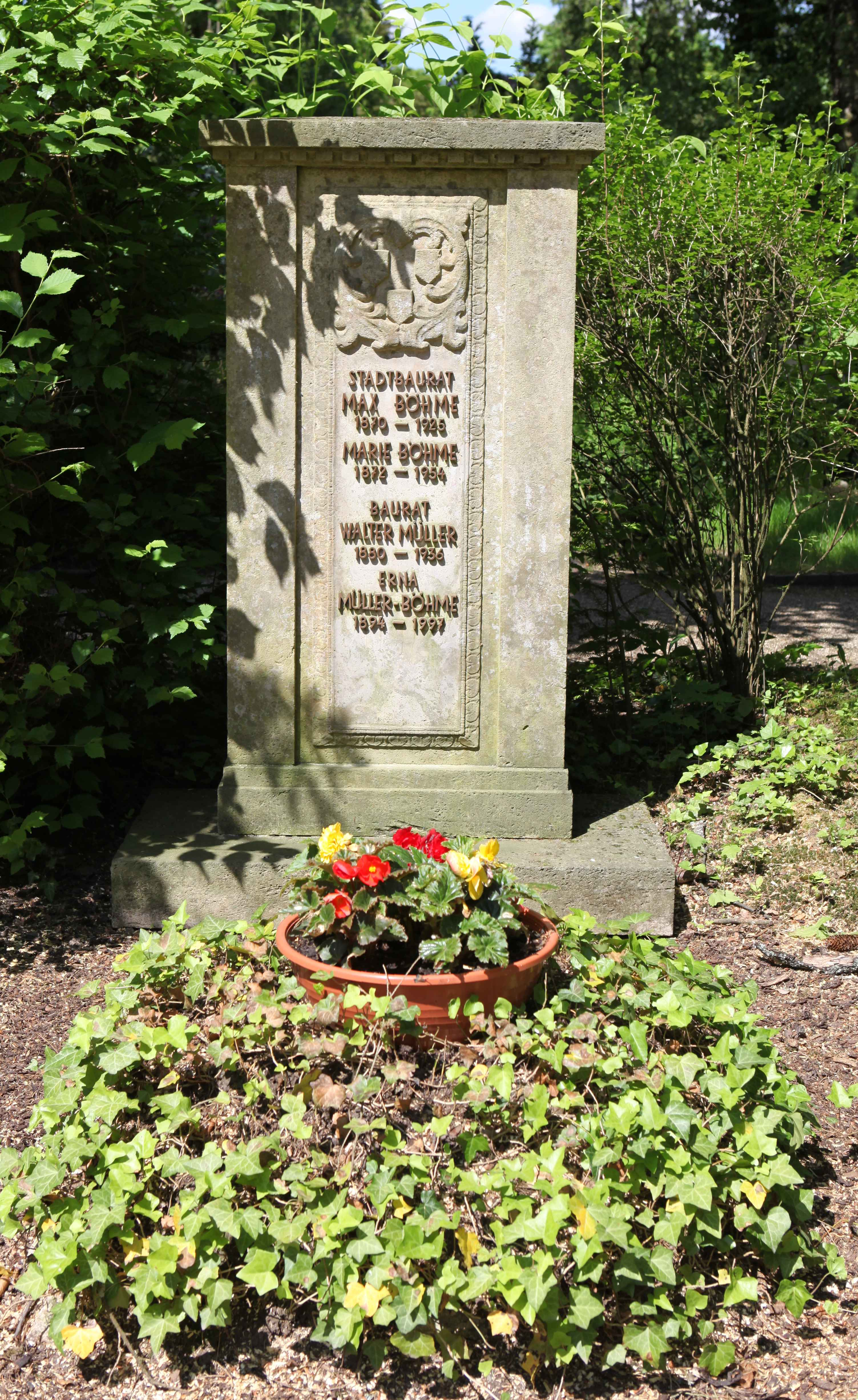
Grab auf dem Friedhof Glockenberg in Coburg

## Leben und Wirken
Böhme absolvierte ein Architekturstudium an der Baugewerkschule Buxtehude. 1898 trat er eine Stelle in der staatlichen Bauverwaltung des Großherzogtums Hessen in Darmstadt an. 1899 wurde er zweiter Stadtbaumeister in Halle an der Saale und 1903 folgte die Berufung zum Stadtbaumeister in Coburg, wo er auch die Gunst des Herzogshauses erlangen konnte. Die insbesondere im Jugendstil gestalteten Bauwerke Böhmes prägen bis heute das Coburger Stadtbild und zählen heute zu den denkmalgeschützten Bauten der Stadt.
Böhmes erstes Bauwerk in Coburg war 1903 das Direktionsgebäude der ehemaligen Städtischen Elektrizitätswerke in der heutigen Bamberger Straße 2. Sein Wohnhaus im Gustav-Freytag-Weg 23 aus dem Jahre 1904 folgte als zweites Bauwerk. Im Zeitraum von 1903 bis 1905 betreute Böhme den Umbau des Coburger Rathauses und 1906 im Rahmen der Itzregulierung die Ausgestaltung der Uferanlagen. Im selben Jahr wurde auch der von ihm geplante Alexandrinenturm auf der Senningshöhe eingeweiht.
Das Jahr 1907 war geprägt durch die Eröffnung einer Vielzahl von Böhme geplanter Bauwerke. Das waren die Heizzentrale der Städtischen Gasanstalt am Schillerplatz 1, das Krematorium und die Urnenhalle im Rahmen der von ihm seit 1903 betreuten Erweiterung des Friedhofes am Glockenberg, das Ernst-Alexandrinen-Volksbad und die Heilig-Kreuz-Schule. Am 29. April 1907 wurde Böhme durch Herzog Carl Eduard zum Stadtbaurat ernannt.
Der Entwurf des ehemaligen Kaufhauses in der Spitalgasse 19 von 1908 war ein Privatauftrag der Textilkaufhaus-Kette M. Conitzer & Söhne wie 1911 das Bankgebäude des Spar- und Hülfevereins im Steinweg 5. Weitere Bauwerke von Böhme waren 1909 der Herzogsbrunnen auf der hohen Schwenge und 1910 die Floßstegbrücke über den Hahnfluss. Den Abschluss seiner Bauwerke in Coburg bildeten die Wasserbehälter Plattenäcker und Himmelsacker von 1914. Einer Anstellung auf Lebenszeit stimmte 1921 der Stadtrat zu.
Trotz seiner Leistungen war Böhme auch Kritik ausgesetzt, als er 1913 um eine Gehaltsaufbesserung nachsuchte, obwohl er aus Nebentätigkeiten in Thüringen, wie bei dem Volksbad in Römhild, zusätzliche Einkünfte erzielte. Er erhielt eine Gehaltsaufbesserung auf 6500 Mark, die in den folgenden Jahren auf 7500 Mark stieg. Seine Nebeneinkünfte werden belegt durch die Sammlung Böhme mit Bildern von seinen Arbeiten in Thüringen im Stadtarchiv Coburg.
Nicht immer fand er mit seinen Plänen und Ideen Gleichgesinnte, aber dank seiner Sachkunde wusste er sich durchzusetzen. Hinsichtlich der Kostensteigerung beim Bau des Ernst-Alexandrinen-Bades schrieb das Coburger Tageblatt am 8. September: Es ist durchaus keine Kunst pomphaft zu bauen, wenn man das Geld aus anderer Leute Taschen ungeniert nehmen kann, womit auf die Herzogin Alexandrine von Baden, die privat eine große Summe bereitgestellt hatte, angespielt wurde.
1924 trat Böhme aus gesundheitlichen Gründen in den Ruhestand. Ein Jahr später starb er. Sein Grab befindet sich auf dem Friedhof Glockenberg. Eine Straße, der Max-Böhme-Ring auf der Bertelsdorfer Höhe in Coburg, wurde 1998 nach ihm benannt.

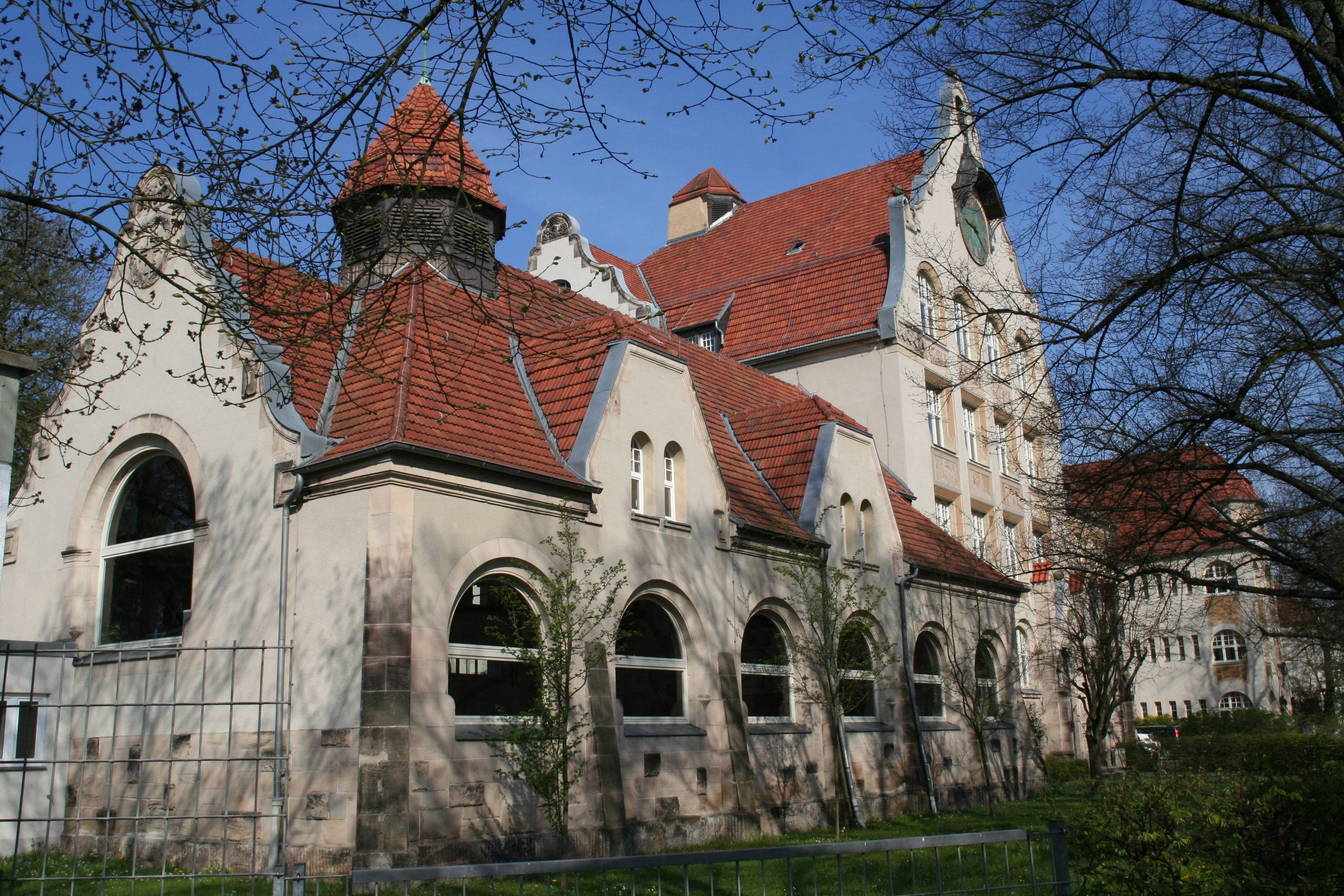
Heilig-Kreuz-Schule
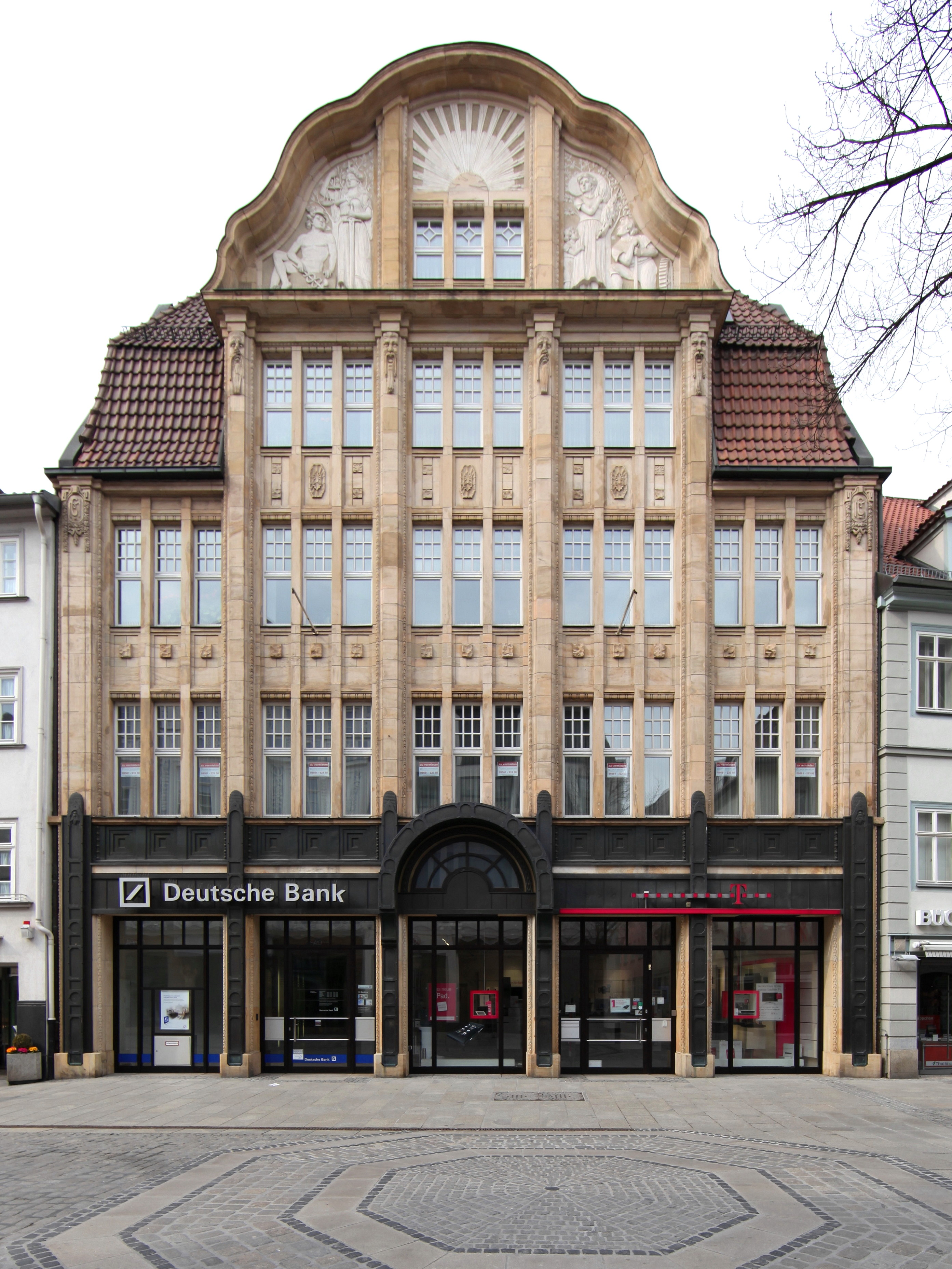
Kaufhaus in der Spitalgasse
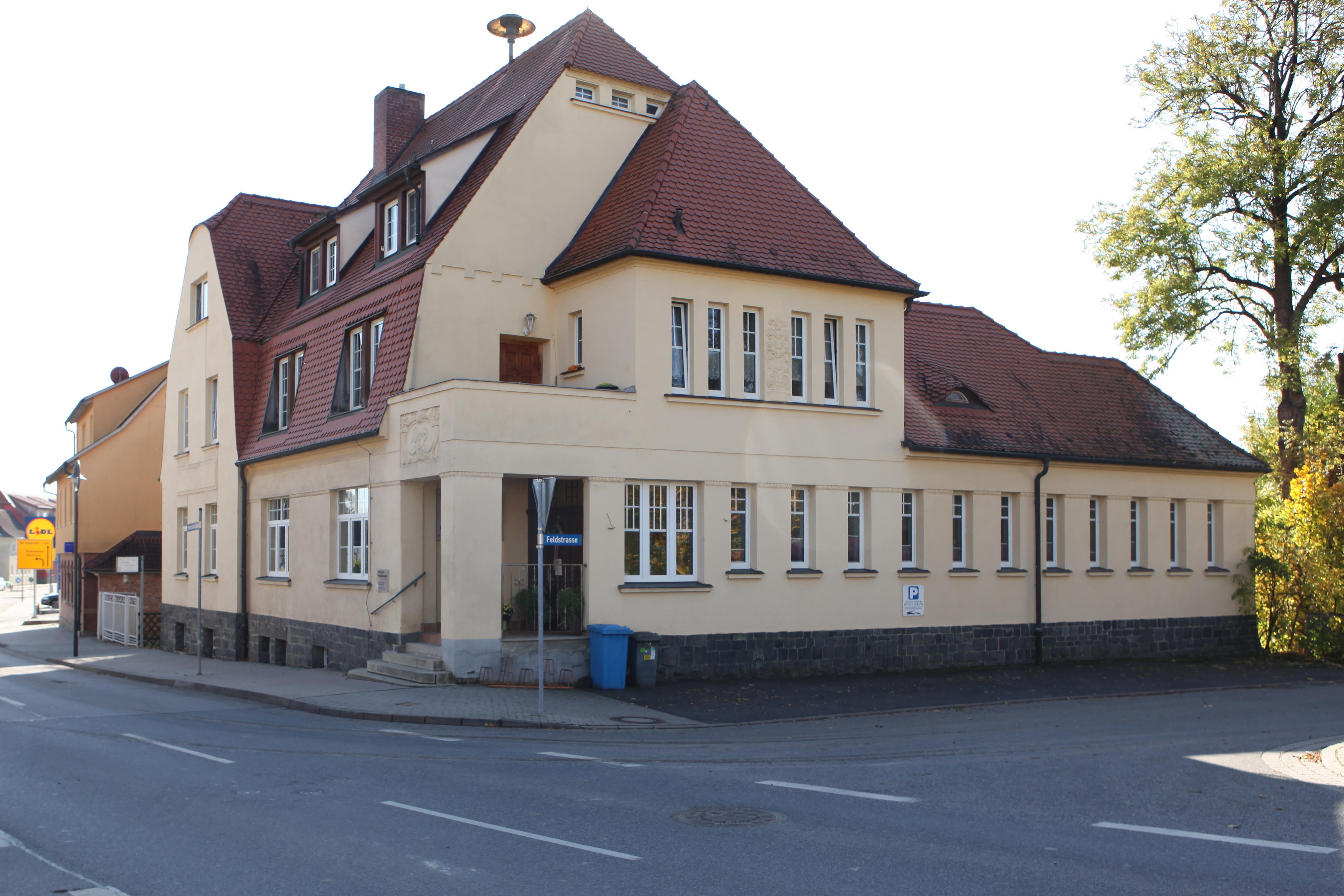
Volksbad in Römhild